# Туреччина на зимових Олімпійських іграх 1936
Туреччина брала участь у Зимових Олімпійських іграх 1936 року в Гарміш-Партенкірхені (Німеччина) вперше за свою історію, але не завоювала жодної медалі. Країну представляли 6 спортсменів, які виступили в гірськолижному спорті та лижних гонках.